# Bárður á Steig Nielsen
Bárður á Steig Nielsen, né le 16 avril 1972, est un homme politique et homme d'affaires féroïen. Il est le chef du Parti de l'union depuis 2015 et Premier ministre de 2019 à 2022. 

## Biographie
Bárður á Steig Nielsen est diplômé de l'Aarhus School of Business and Social Sciences et travaille ensuite comme comptable.
Il est député au Løgting pour Norðurstreymoy de 2002 à 2008 et ministre des Finances dans le gouvernement de Jóannes Eidesgaard entre 2004 et 2007. Il est de nouveau élu député en 2011 et réélu en 2015, 2019 et 2022.
Le 24 octobre 2015, il est élu président du Parti de l'union. À la suite des élections législatives de 2019 où son parti termine à la troisième place avec sept sièges de députés, il est nommé Premier ministre le 16 septembre et forme un gouvernement de coalition avec le Parti du peuple et le Parti du centre.
Pendant la campagne pour les élections au Parlement danois du 1er novembre 2022, le ministre féroïen des Affaires étrangères et chef du Parti du centre, Jenis av Rana, déclenche un tollé en déclarant « ne pouvoir soutenir le leader du parti conservateur danois Søren Pape Poulsen comme Premier ministre, au motif que ce dernier est gay ». Le 8 novembre, Nielsen affiche alors son désaccord avec son ministre en le démettant de ses fonctions. Le lendemain, il annonce la dissolution du Løgting et des élections anticipées pour le 8 décembre suivant. À l'issue de celles-ci, la coalition sortante est défaite et Aksel Johannesen succède à Nielsen comme Premier ministre le 22 décembre.
Il est également gardien de l'équipe de handball VÍF Vestmanna et ancien joueur de l'équipe nationale des îles Féroé.